# Alosa d'Angola
L'alosa d'Angola (Mirafra angolensis) és una espècie d'ocell de la família dels alàudids (Alaudidae) que habita praderies de les terres altes d'Angola, sud-est de la República Democràtica del Congo, sud-oest de Tanzània i nord-oest de Zàmbia.